# Diocesi di Tigisi di Numidia
La diocesi di Tigisi di Numidia (in latino Dioecesis Tigitana in Numidia) è una sede soppressa e sede titolare della Chiesa cattolica.

## Storia
Tigisi di Numidia, identificabile con Ain-El-Bordj nell'odierna Algeria, è un'antica sede episcopale della provincia romana di Numidia.
Quattro sono i vescovi noti di questa sede episcopale africana. Secondo è documentato in diverse occasioni all'inizio del IV secolo: fu corrispondente di Mensurio, vescovo di Cartagine nel 303; presiedette, come primate di Numidia, il concilio di Cirta nel 305 e quello di Cartagine del 311/312; è autore di una lettera a Ceciliano di Cartagine ed è ritenuto dalla tradizione cattolica come uno dei principali iniziatori dello scisma donatista.
Alla conferenza di Cartagine del 411, che vide riuniti assieme i vescovi cattolici e donatisti dell'Africa romana, prese parte il donatista Gaudenzio senza competitore cattolico. A causa di una malattia che lo colpì mentre era in viaggio, Gaudenzio non poté essere presente alla conferenza e fu rappresentato da Cresconio di Sigo.
Il nome di Domnicoso appare all'89º posto nella lista dei vescovi della Numidia convocati a Cartagine dal re vandalo Unerico nel 484; Domnicoso, come tutti gli altri vescovi cattolici africani, fu condannato all'esilio.
Paolino infine è menzionato in due lettere di papa Gregorio I, accusato di simonia e di violenze perpetrate contro il suo clero.
Dal 1933 Tigisi di Numidia è annoverata tra le sedi vescovili titolari della Chiesa cattolica; dal 23 ottobre 2021 il vescovo titolare è Gerardo Miguel Nieves Loja, vescovo ausiliare di Guayaquil.

## Cronotassi

### Vescovi
- Secondo † (prima del 303 - dopo il 311/312)
  - Gaudenzio † (menzionato nel 411) (vescovo donatista)
- Domnicoso † (menzionato nel 484)
- Paolino † (menzionato nel 602 circa)

### Vescovi titolari
- Michel-Gaspard Coppenrath † (16 febbraio 1968 - 5 marzo 1973 succeduto arcivescovo di Papeete)
- Mogale Paul Nkhumishe † (5 novembre 1981 - 9 gennaio 1984 nominato vescovo di Lydenburg-Witbank)
- Aldo Maria Lazzarin Stella, O.S.M. † (15 maggio 1989 - 16 ottobre 2010 deceduto)
- Peter Andrew Comensoli (20 aprile 2011 - 20 novembre 2014 nominato vescovo di Broken Bay)
- Denis Jean-Marie Jachiet (25 giugno 2016 - 2 ottobre 2021 nominato vescovo di Belfort-Montbéliard)
- Gerardo Miguel Nieves Loja, dal 23 ottobre 2021